# 우양 (기업)
주식회사 우양은 대한민국의 대체식품 기업이다.
대한민국 내 핫도그 OEM과 ODM 시장에서 1위 업체로, 한국 핫도그 시장에서 50%의 점유율을 차지하고 있다.
매출은 HMR 41.4%, 음료베이스 16.2%, 퓨레 6.1%, 기타제품 24.2%, 상품 12.1%로 구성되어 있다.
핫도그 외에도 냉동 김밥 등 HMR, 퓨레, 음료베이스 등을 생산하고 있다.
지역별 매출비중은 한국 94%, 수출 6%(미국, 중국, 일본 등)이다.
CJ, 풀무원, 롯데, 동원 등 식음료 제조유통사와 스타벅스, 이디야, 할리스 등 대형 프랜차이즈를 주요 고객사로 확보 중이다.